# Obidoximchlorid
Obidoximchlorid (Handelsname Toxogonin® von Merck KGaA) ist ein Antidot gegen Gifte vom Typ der Phosphor- und Phosphonsäureester. Dies können zum einen chemische Kampfstoffe wie Sarin sein oder als Pflanzenschutzmittel eingesetzte Stoffe wie Parathion (E 605). Obidoximchlorid wirkt als Acetylcholinesterase-Reaktivator, wenn dieses Enzym durch solche Acetylcholinesterase-Hemmstoffe blockiert wird.
Bei der Gabe von Obidoximchlorid kann es u. a. zu folgenden Nebenwirkungen kommen: Erkrankungen des Nervensystems (Geschmacksstörungen, Taubheitsgefühl), Herzerkrankungen (Erhöhung der Pulsfrequenz, Bluthochdruck, Herzrhythmusstörungen), Erkrankungen des Gastrointestinaltrakts (Mundtrockenheit), Leber- und Gallenerkrankung insbesondere bei hohen Dosen, Skelettmuskulatur-, Bindegewebs- und Knochenerkrankungen (Muskelschwäche) sowie Hitzegefühl, Kälteempfinden. Klinische Studien zu den Nebenwirkungen gibt es aufgrund des Anwendungsgebietes nicht.
Obidoximchlorid wird nach vorheriger oder während gleichzeitiger Gabe von Atropin verabreicht. Für Soldaten der NATO stehen beispielsweise Autoinjektoren zur Selbstinjektion in den Oberschenkel bereit, die 2 mg Atropin und 220 mg Obidoximchlorid enthalten sowie Autoinjektoren nur mit 2 mg Atropin. Diese Autoinjektoren stammen größtenteils von der Firma DIL Limited (vormals duphar-interfran Limited) mit Sitz in Thane (Indien).

## Isomerie
Das Dichlorid mit der Summenformel C14H16Cl2N4O3 existiert in zwei ineinander umwandelbaren isomeren Formen (syn und anti) mit unterschiedlichen Schmelzpunkten:
- 235–236 °C (syn-Form) und
- 218–220 °C (anti-Form).[2]